# Regnaud le Queux
Pour les articles homonymes, voir Le Queux.
Regnaud le Queux est un auteur français médiéval, né vers 1440 à Douai, mort vers 1500. Il est l'auteur d'une Doléance Mégère et d'un Baratre infernal (1480).
Son style le rapproche des grands rhétoriqueurs.

## Œuvres
- L'exclamation en la mort de Marie d'Anjou, 1463
- Doleance de megere, après 1469
- Le baratre infernal, 1480
- Les vers d'Albumazar, vers 1490
- La mansion celeste, vers 1485, œuvre perdue
- Recueil de rondeaux et de ballades, composés avec Robert du Herlin, vers 1470, œuvre perdue dédiée à Marie de Clèves
- Le miroer de court, 1471, œuvre perdue